# NGC 5806
NGC 5806 é uma galáxia espiral barrada (SBb) localizada na direcção da constelação de Virgo. Possui uma declinação de +01° 53' 27" e uma ascensão recta de 15 horas, 00 minutos e 00,2 segundos.
A galáxia NGC 5806 foi descoberta em 24 de Fevereiro de 1786 por William Herschel.